# Moonraisers
Moonraisers est un groupe de reggae originaire de Neuchâtel en Suisse. Le groupe s'est formé en 1992. 